# Pero hoedularia
Pero hoedularia là một loài bướm đêm trong họ Geometridae.